# Prue, Oklahoma
Prue, Oklahoma (енгл. Prue) град је у америчкој савезној држави Оклахома.

## Демографија
По попису из 2010. године број становника је 465, што је 32 (7,4%) становника више него 2000. године.
| Група             | 2000.       | 2010.       |
| Белци             | 372 (85,9%) | 400 (86,0%) |
| Афроамериканци    | 1 (0,2%)    | 0 (0,0%)    |
| Азијати           | 1 (0,2%)    | 0 (0,0%)    |
| Хиспаноамериканци | 3 (0,7%)    | 6 (1,3%)    |
| Укупно            | 433         | 465         |